# Jared Lee Loughner
Jared Lee Loughner (IPA /ʤɒˈred/ o /ˈjaːred lí ˈla'fner/ en inglés) (Tucson, Arizona, Estados Unidos, 10 de septiembre de 1988) es el único individuo apresado por el tiroteo de Tucson de 2011 que dejó un saldo de seis personas fallecidas—incluyendo el Juez Federal estadounidense John McCarthy Roll—y 14 lesionadas, incluyendo el blanco del tiroteo, la Representante por el 8.° distrito congresional de Arizona Gabrielle Giffords.

## Biografía
Jared Lee Loughner nació en Arizona, Estados Unidos, el 10 de septiembre de 1988. Se crio en el Condado de Pima con sus padres el guardaparques Randy y Amy Loughner. Loughner dejó de estudiar la secundaria por decisión propia después de presentar diversos problemas personales, incluyendo cambio de personalidad, abuso de licor y drogas como hierba María, un alucinógeno cuyo cultivo permanece legal en Estados Unidos, así como otros alucinógenos ilegales como hongos psilocibios y «ácido». Loughner tampoco mantuvo un empleo por largo tiempo debido a conflictos con sus superiores. No hay reportes de que Loughner haya sido arrestado previo a 2011, durante 2010 fue denunciado a la policía de su localidad por problemas de conducta, posesión de drogas ilegales y vandalismo, ninguna de las denuncias terminó en un arresto formal.

## Tiroteo de Tucson
Los documentos presentados en la corte que enjuicia a Loughner por el tiroteo de Tucson indican que el joven compró el arma del crimen, un Glock 9 mm, el 30 de noviembre de 2010 de manera legal en una tienda de armas de la localidad. Los documentos legales evidencian también que Loughner había entrado en contacto verbal al menos en una ocasión con la congresista estadounidense Giffords, abriendo la sospecha que el tiroteo fue planificado específicamente con Giffords como blanco. En la mañana del 8 de enero de 2011 Loughner llegó al estacionamiento de un supermercado de Casas Adobes donde la congresista Giffords se reunía con un pequeño público de simpatizantes y sin mediar palabras disparó su arma de fuego hacia los presentes comenzando con la misma congresista, efectuándole un solo disparo de frente que le hirió en la mitad izquierda de la frente. Loughner prosiguió disparando a los reunidos hasta ser inmovilizado por los mismos transeúntes.

## Arresto

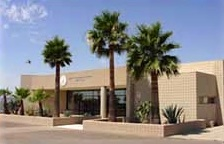
Instituto Federal de Correcciones de Phoenix, Arizona.

Loughner fue detenido tras el tiroteo y nombrado como el principal sospechoso. La Agencia Federal de Prisiones detuvo a Loughner sin posibilidad de pagar fianza en la Institución Correccional Federal de Phoenix. Loughner fue acusado en la corte federal de un cargo de intento de asesinato de un miembro del Congreso, dos cargos de asesinato de un empleado federal (incluyendo el juez federal John Roll), y dos cargos de intento de asesinato de un empleado federal. La abogada Judy Clarke, quien ha defendido a otros asesinos célebres, fue designada para representar a Loughner ante la corte federal que le acusa. Dado que uno de los asesinados fue el juez de la localidad, el 10 de enero de 2011 los jueces federales en competencia en Tucson se auto-descalificaron del caso, el resto del poder judicial federal del estado de Arizona haciendo lo mismo al día siguiente para evadir el sesgo del caso.
Los fiscales que representan al Estado de Arizona, con jurisdicción concurrente en el asunto, anunciaron su intención de presentar cargos de homicidio e intento de asesinato en nombre de las víctimas que no eran empleados federales. No se sabe aun cuando se presentarían formalmente estos cargos. Los fiscales del estado de Arizona normalmente tienen diez días desde el momento en que el sospechoso es puesto en custodia para presentar cargos, y el tiempo que el acusado pasó bajo custodia federal no cuenta para esta limitación.
En mayo de 2011 el juez Larry Burns ha explicado que Jared Loughner, de 22 años, "está gravemente enfermo mental" y que es incapaz de entender el proceso en su contra y ayudar a su propia defensa. La decisión del juez se produce poco después de que Loughner, que se ha comportado en todo momento de un modo confuso e ilógico, fuera expulsado de la sala por un altercado. El joven ha sido sometido a diversas evaluaciones psiquiátricas durante cinco semanas en la prisión federal de Misuri.
El procedimiento a seguir es someter al joven a un tratamiento de ocho meses para ver si mejora su situación mental y comenzar de nuevo el proceso judicial. "Creemos que con la medicación y el tratamiento adecuado puede recuperar la competencia", ha explicado Robbie Sherwood, portavoz de la fiscalía.

## Declaración de culpabilidad y la condena
El martes 7 de agosto de 2012, el juez Larry Alan Burns, encontró a Loughner apto para ser juzgado sobre la base de las evaluaciones médicas. Loughner se declaró culpable de 19 cargos en la audiencia, lo que le salvó de la pena de muerte. La audiencia comenzó con Loughner escuchando con calma el testimonio de la Dra. Christina Pietz, psicólogo forense de Loughner, quien declaró que había mostrado síntomas depresivos en 2006 y fue diagnosticado formalmente con esquizofrenia en 2011, la Dra. Pietz dijo que ella creía que, después de haber sido medicado por la fuerza desde hace más de un año, Loughner había expresado remordimiento y era una persona cambiada. Ella dijo que él era apto para ser juzgado y estar de acuerdo con una declaración de culpabilidad. La sentencia se fijó para el 15 de noviembre de 2012 a las 10 a. m. hora local. La sentencia no podría incluir la pena de muerte, debido a que el acuerdo con el fiscal de culpababilidad fue hecho con la seguridad de que no se trataría de obtener la pena de muerte; Loughner bajo la ley enfrenta una sentencia obligatoria de cadena perpetua sin posibilidad de libertad condicional. La excongresista Gabrielle Giffords y su marido astronauta de la NASA retirado, Mark Kelly, su representante Ron Barber, un exasesor de la señora Giffords, el Fiscal general de los Estados Unidos, Eric Holder, y el Fiscal Federal de Arizona, John S. Leonardo, todos habían aprobado la súplica. Fue aceptado después de consultar con ellos y con las familias de las demás víctimas.
Al declararse culpable en el trato, Loughner renunció automáticamente su derecho a más apelaciones y no puede luego modificar su declaración a un alegato de locura. Loughner debe pagar una indemnización de 19 millones de dólares, 1 millón de dólares para cada una de las víctimas. Él perderá las armas que utilizó en el incidente, y cualquier dinero obtenido de los esfuerzos para vender su historia. Loughner calmadamente respondió que entendía cada cargo, y firmado con sus iniciales después de cada página del acuerdo y temblorosamente firmó su nombre a la misma, en la fecha del 6 de agosto.
El 8 de noviembre de 2012, Loughner apareció frente a la Corte de Distrito de los Estados Unidos, el juez Larry Alan Burns, del tribunal de Tucson, lo sentencio a siete cadenas perpetuas consecutivas más 140 años de prisión sin libertad condicional. A pesar de que fue condenado y sentenciado en un tribunal federal, todavía había una posibilidad de que Loughner podría ser juzgado por asesinato y otros delitos en corte de Arizona. La fiscal del Condado de Pima Barbara Lawall declaró más tarde que no iba a procesar a Jared Loughner en nombre del Estado de Arizona. Lawall explicó que su decisión podría permitir a las víctimas y sus familias, así como a la comunidad en Tucson y el Condado de Pima, una oportunidad para seguir adelante con sus vidas. Dijo que, después de hablar y consultar personalmente con cada una de las víctimas sobrevivientes y los familiares de los fallecidos, estaba claro que no iban a ser beneficiados por una fiscalía estatal. Las víctimas sobrevivientes y los miembros de las familias, dijo  Lawall, están "completamente satisfechos con la fiscalía federal", que "se ha hecho justicia", y que la sentencia federal es "suficientemente severa". En este momento está cumpliendo sus siete cadenas perpetuas más 140 años en el centro médico de Estados Unidos para prisioneros federales en Springfield, Misuri.